# Hossein Shariatmadari

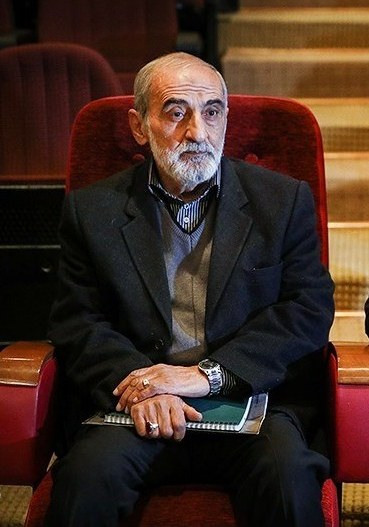
Hossein Shariatmadari all'Università della Radio e della Televisione in occasione della Giornata dello Studente

Hossein Shariatmadari (...) è un giornalista iraniano, direttore del quotidiano ultraconservatore iraniano Kayhan.

## Prima della rivoluzione
Shariatmadari, prima della rivoluzione del 1979, è stato un attivista vicino all'ayatollah Khomeini. La sua militanza in favore della futura Guida Suprema gli valse la condanna al carcere a vita durante l'epoca dello Shah. In carcere Shariatmadari iniziò a studiare medicina. Venne liberato dal carcere solamente dopo la rivoluzione del 1979.

## Dopo la rivoluzione
Immediatamente dopo la Rivoluzione khomeinista, Shariatmadari divenne un membro dei Pasdaran e fu uno dei comandanti delle Guardie Rivoluzionarie durante la guerra Iran-Iraq. La sua fedeltà al regime lo ha portato ad essere comparato con il senatore statunitense Joseph McCarthy e ha determinato la sua nomina a Direttore del Gruppo editoriale Kahyan, sotto la diretta supervisione della Guida Suprema Ali Khamenei.

## Controversie
Sharitmadari è stato accusato di essere uno degli ufficiali dei Pasdaran responsabile degli interrogatori nelle prigioni iraniane, ove venivano usati diversi metodi di tortura. Da Direttore di Kahyan, Shariatmadari non ha mancato di suscitare notevoli polemiche. Nel 2009, prima delle contestate elezioni Presidenziali, ha minacciato l'ayatollah Mohammad Khatami di rischiare di fare la fine di Benazir Bhutto in caso di una sua nuova candidatura. Dopo le elezioni, con lo scoppio delle proteste dell'Onda Verde, Shariatmadari ha accusato Mir Hossein Mousavi di essere una quinta colonna degli Stati Uniti e di aver causato la morte di numerose persone. Sotto la penna di Sharitamadari è finita anche la moglie di Nicolas Sarkozy, Carla Bruni. La Bruni è stata accusata di essere una "prostituta italiana" per la sua difesa di Sakineh Mohammadi Ashtiani, la donna condannata a morte nel 2007 in Iran per adulterio. Il 17 aprile del 2012 Shariatmadari ha pubblicato un editoriale in cui sottolineava il diritto dell'Iran ad arricchire l'uranio al 99%.